# Moradlu
Moradlu (pers. مرادلو) – wieś w Iranie, w ostanie Ardabil. W 2016 roku liczyła 671 mieszkańców.